# Konfluenspunkt
Konfluenspunkt (Degree Confluence Project) er navnet på et web-baseret projekt, der har som mål at folk skal besøge hvert punkt på Jorden hvor en heltals breddegrad krydser en heltals længdegrad, eksempelvis 56° N, 10° Ø, som er et konfluenspunkt på land, her i Danmark. Punktet er beliggende ca. 5 km sydøst for Skanderborg.
Det totale antal af krydsningspunkter på jorden er 64.442, hvoraf 21.541 ligger på land og 38.411 ligger på vandet.
Der findes 17 konfluenspunkter i Danmark, otte på land og ni på vand.
Punktet bestemmes med en GPS-modtager. Som egen dokumentation for besøg lægges fotografi på hjemmeside. 

## Notat
Breddegrader fra og med 89° N til og med 89° S, svarer til 179 breddegrader som multipliceres med 360 længdegrader plus de to poler = (179 × 360) + 2 = 64 442.